# Putifar

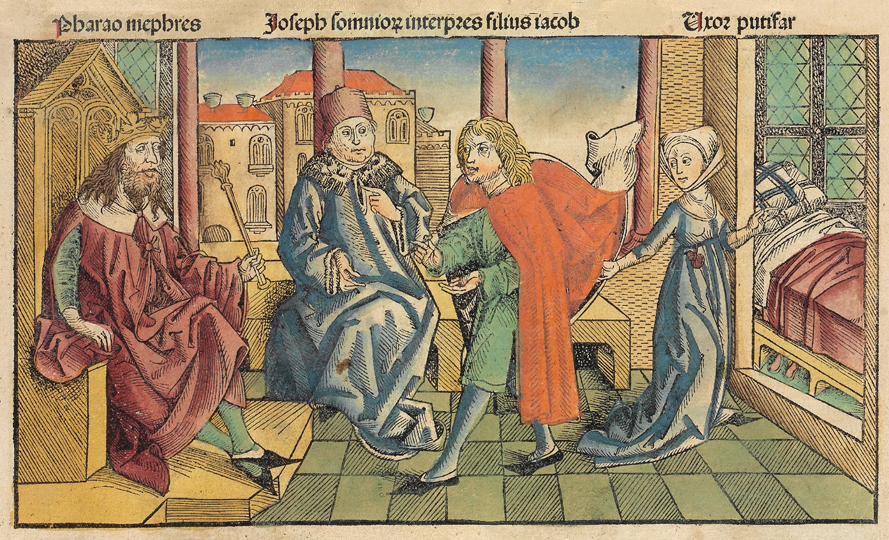
José y Putifar en las Crónicas de Núremberg.

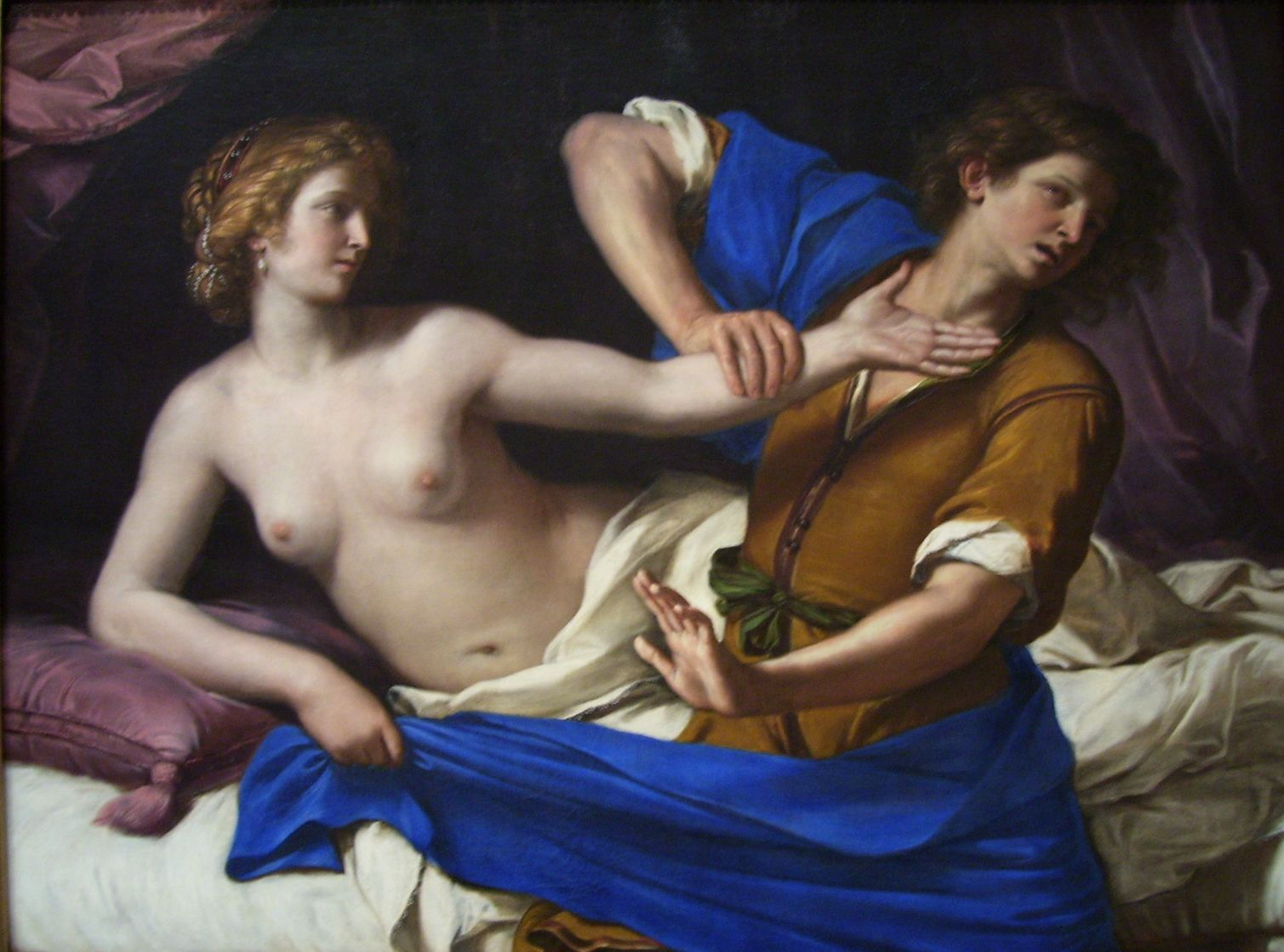
La mujer de Putifar y José, por Guercino. Óleo de 1649, hoy en Washington D. C.

Putifar o Potifar (en hebreo: פּוֹטִיפַר o פּוֹטִיפָר; en egipcio antiguo: p-di-p-rʿ ‘al que Ra ayuda’), también citado como Potifera, fue un oficial de la corte egipcia y jefe de la guardia de corps del faraón. Según el Génesis, fue el amo de José cuando este fue vendido como esclavo por sus hermanos, y era un hombre rico.
Putifar compró a José a unos mercaderes viajeros madianitas, y al observar que era un buen siervo, le nombró jefe sobre todo lo que tenía en la casa y en el campo, «y Yavé bendijo todo lo suyo debido a él». Pero la mención a Putifar en la Biblia está sobre todo relacionada con su esposa: esta intentó seducir a José, y ante su negativa, lo acusó de intento de violación.

## José y la esposa de Putifar
La esposa de Putifar no le era tan fiel como su siervo José. Repetidas veces trató de seducirle, y un día, cuando ninguno de los hombres de la casa estaba cerca, se insinuó, pero José no cedió, sino que huyó. Cuando Putifar regresó a casa, escuchó la falsa acusación de intento de violación de su frustrada esposa. Encolerizado, hizo que le encerrasen en prisión.
Parece que esta prisión guardaba alguna relación con la casa de Putifar, o por lo menos estaba bajo su jurisdicción como jefe de la guardia de corps del faraón. El texto dice que el jefe de los coperos y el jefe de los panaderos del faraón fueron arrojados en ese mismo encierro, «la cárcel de la casa del jefe de la guardia de corps», o «la cárcel de la casa [del] amo [de José]». Sin embargo, no parece muy probable que Putifar fuese el oficial principal de la cárcel, el que «entregó en la mano de José a todos los presos que estaban en la casa de encierro». Este oficial probablemente fuese un subordinado de Putifar.
El título de «oficial de la corte», que ostentaba Putifar, se ha traducido de la palabra hebrea sa·rís, que significa «eunuco», pero tiene el significado más amplio de «chambelán, cortesano u oficial de confianza del trono». Putifar era guerrero y jefe de la guardia del rey, además de ser un hombre casado, hechos que indican que no era un eunuco en el sentido usual de la palabra.
Según la hipótesis documentaria bíblica, la historia de Putifar y su esposa deriva de la tradición yavista, y se relata en el mismo lugar que la historia del mayordomo y del panadero y de los sueños del faraón en el texto elohísta. El texto yavista presenta a José como víctima y como un héroe. El Putifar del texto elohísta (llamado Potifera) es un sacerdote de Heliópolis, que casa a su hija Asenet con José. Ni la versión yavista ni la elohísta dan el nombre de la esposa de Putifar. El midrás Sefer haYashar (uno de los libros no canónicos del Tanaj) la llama Zuleica, al igual que el poema persa llamado José y Zuleica, de Djami.